# Stelis morganii
Stelis morganii là một loài thực vật có hoa trong họ Lan. Loài này được Dodson & Garay miêu tả khoa học đầu tiên năm 1980.